# ナミュール駅

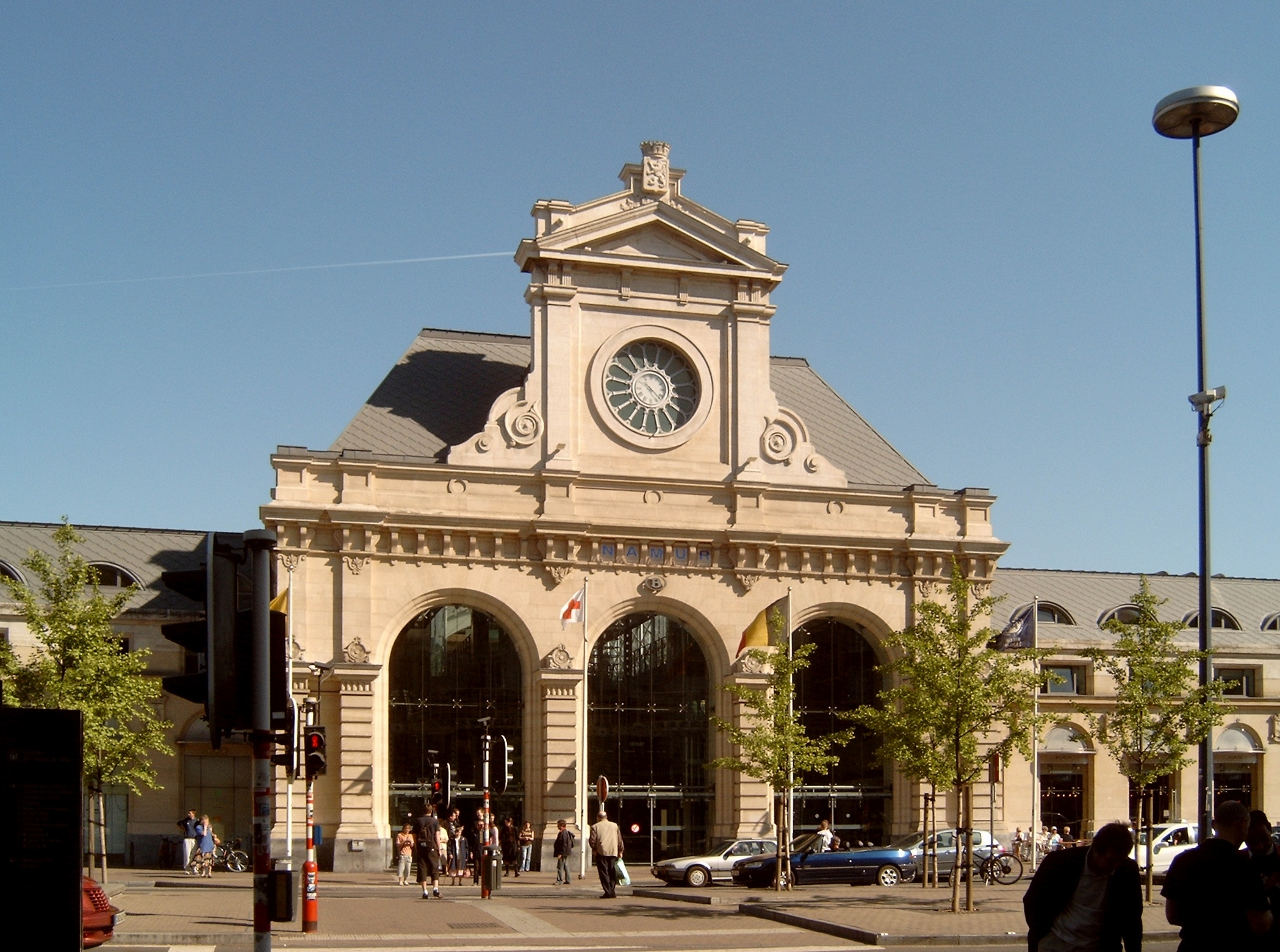
ナミュール駅前

ナミュール駅 (仏: Gare de Namur) はナミュールにある鉄道駅である。ベルギー国鉄125号、130号、142号、154号、161号、162号、各路線が分岐する要所となっている。
2002年、当駅の改修工事が完成し一新た。ワロン地域ではオッティニー駅、リエージュ＝ギユマン駅に次いで3番目に旅客の利用が多い。パリからタリスも乗り入れている。

## 概要
- 開業年：1843年10月23日
- 駅コード：FNR
- 乗り入れ路線：125 - 130 - 142 - 154 - 161 - 162
- ホーム数：9
- 番線数：11

## 列車系統
- タリス: リエージュ＝ギユマン駅 - ナミュール駅 - パリ北駅
- IC D: リール＝フランドル駅 - ナミュール駅 - リエージュ＝ギユマン駅 - ヘルスタール駅
- IC J: ブリュッセル南駅 - ナミュール駅 - ルクセンブルク駅
- IC M: ブリュッセル南駅 - ナミュール駅  - リール駅/ディナン駅
- IR(急行列車) n: エッセン駅 - アントウェルペン中央駅 - ブリュッセル南駅等 - シャルルロワ南駅 - ナミュール駅  - ジャンブス駅
- L(普通列車): ナミュール駅 - オッティニー駅 - ワーファ駅(Waver)
- L: ナミュール駅 - シネイ駅
- L: リエージュ＝ギユマン駅 - ナミュール駅 - タミン駅